# Złotorost ścienny

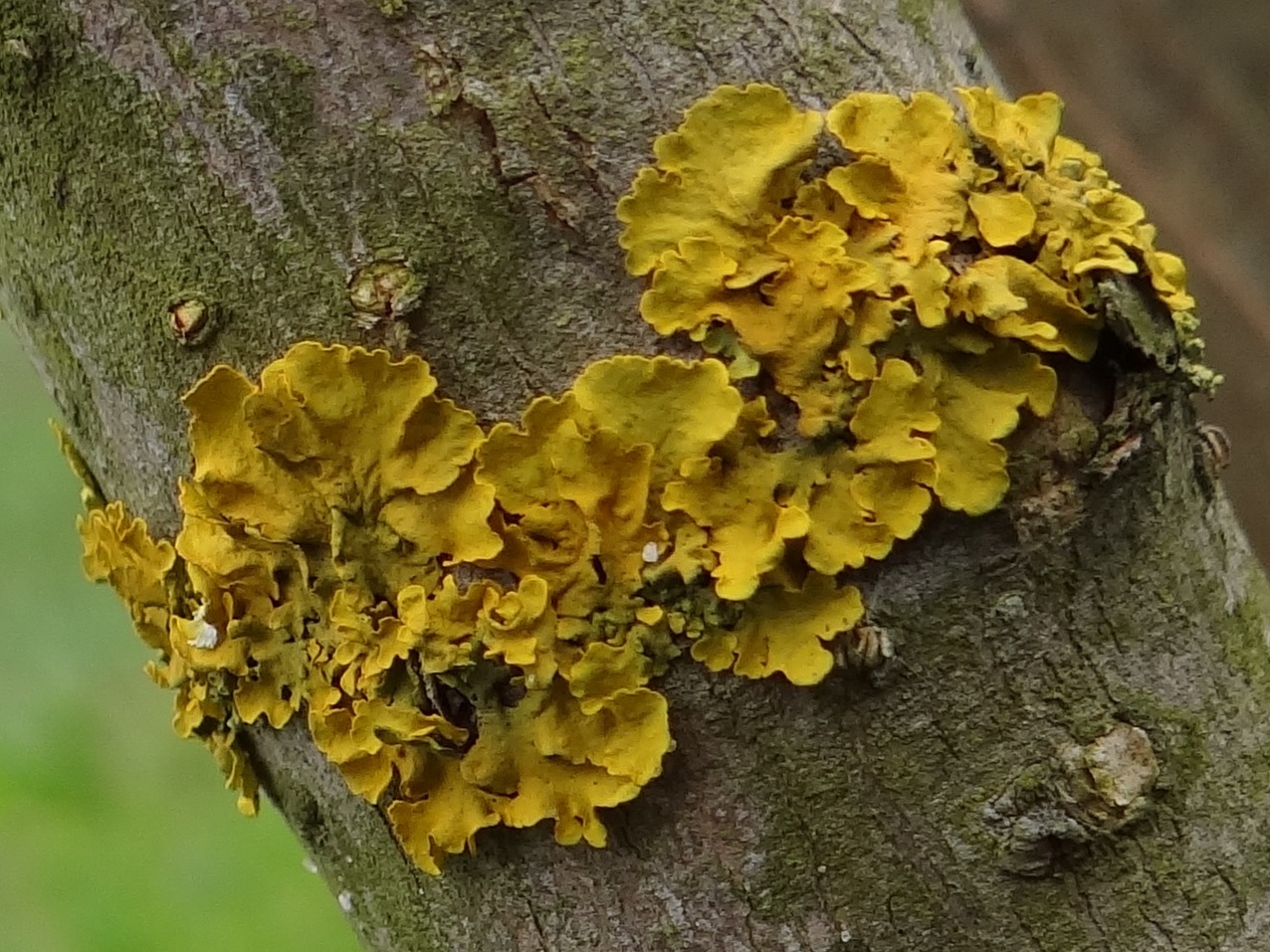
Plecha z nielicznymi apotecjami w początkowej fazie rozwoju

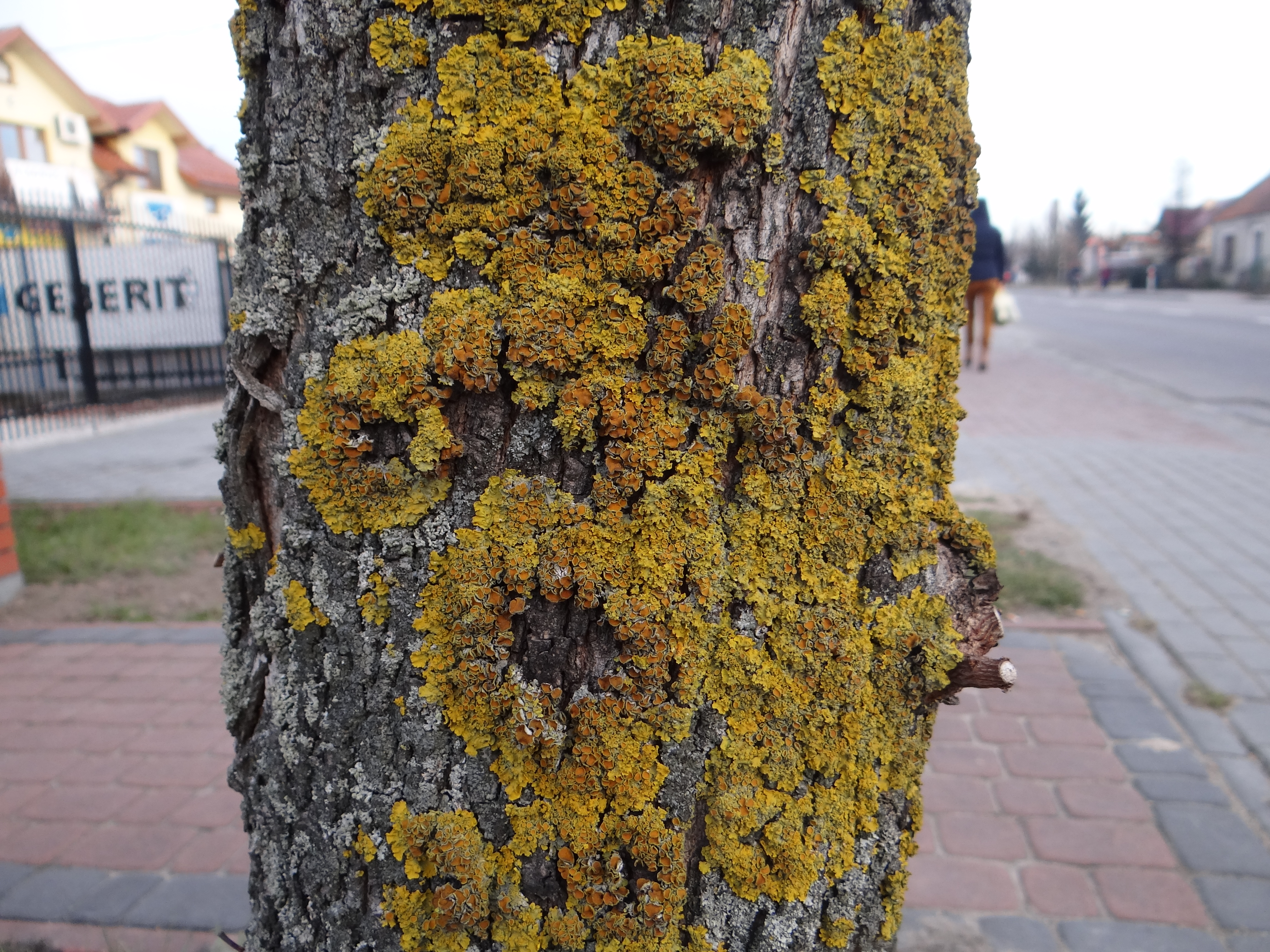
Silnie rozrośnięte plechy

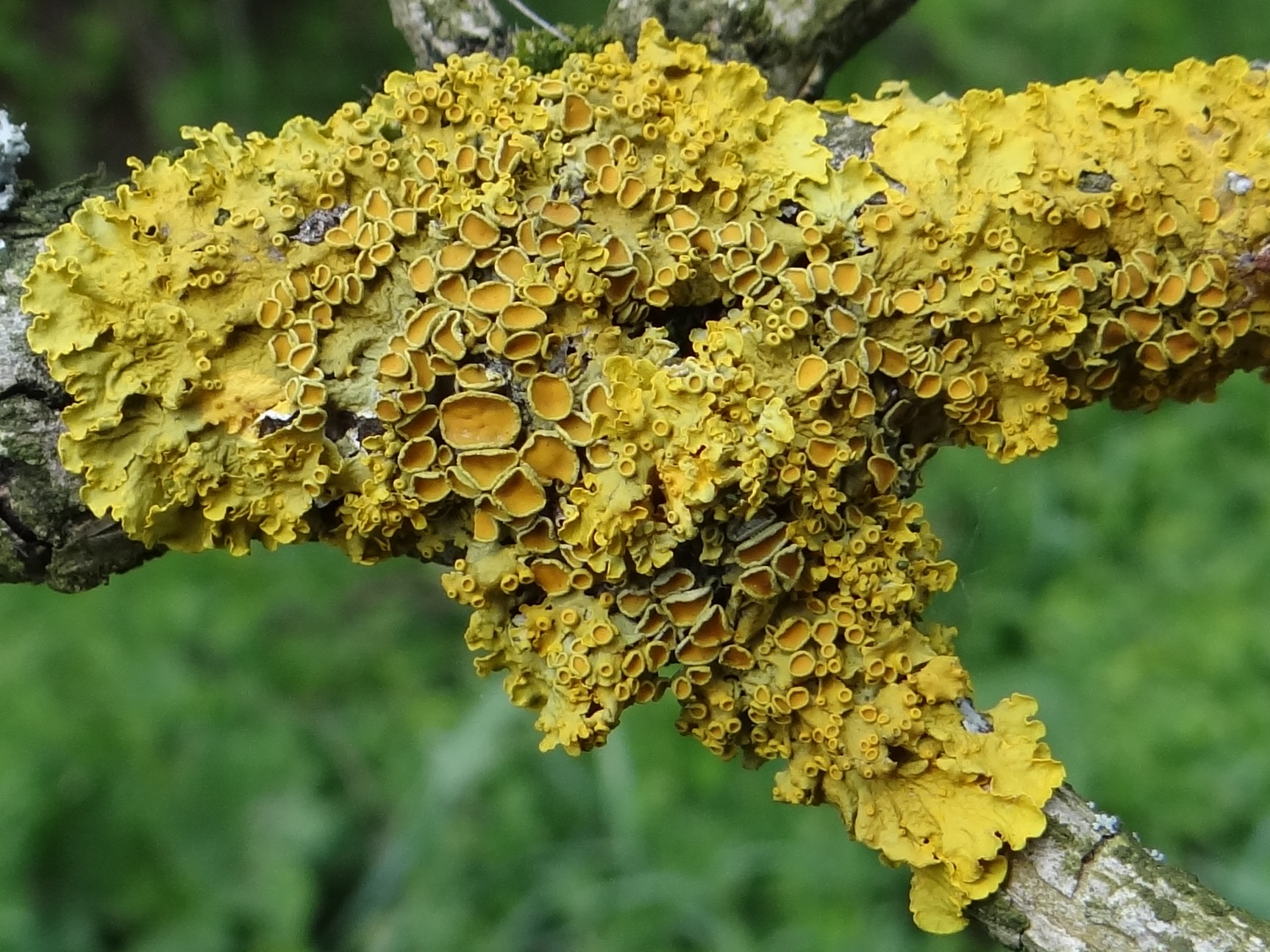

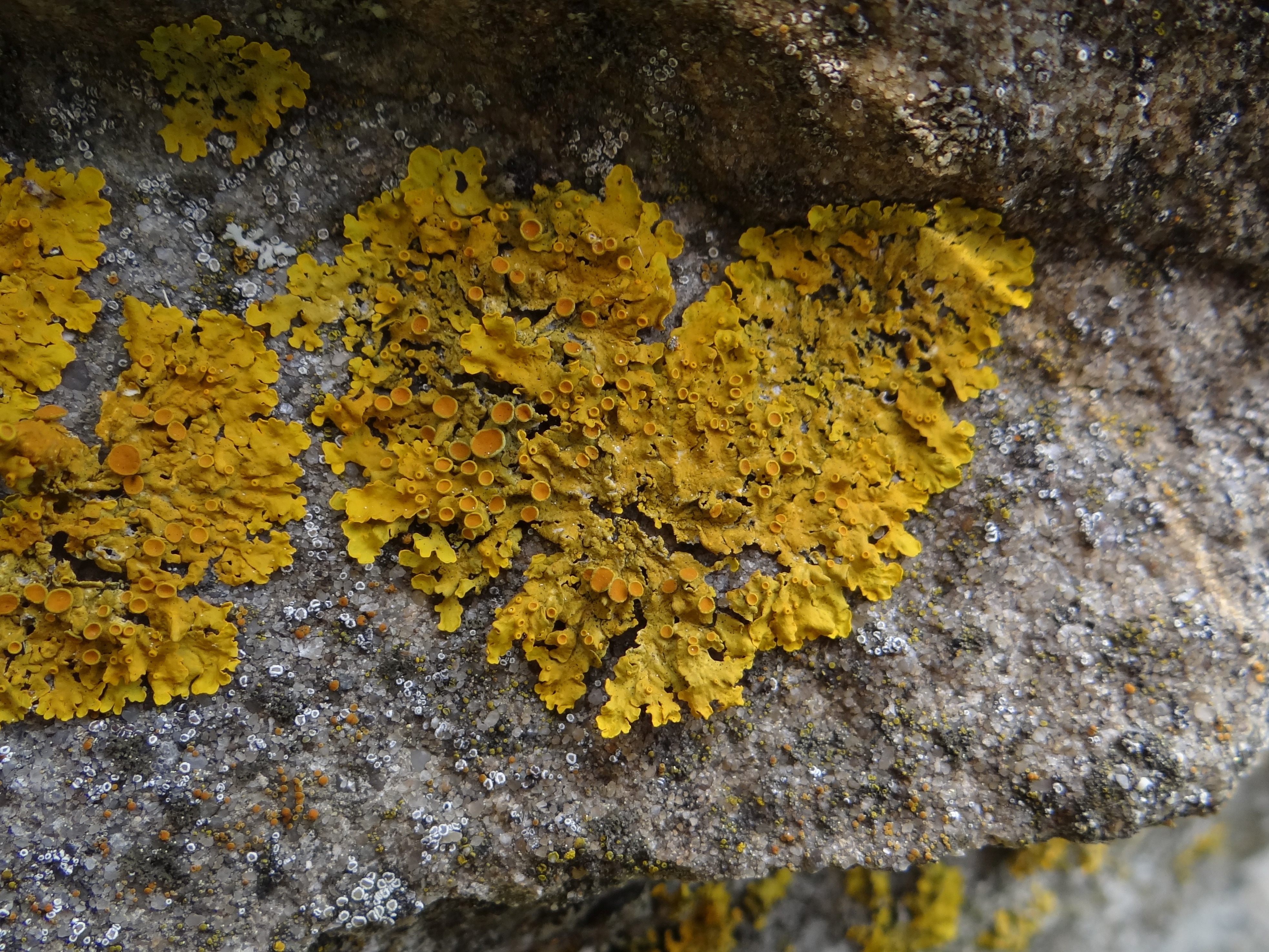
Rośnie również na betonie i skałach

Złotorost ścienny (Xanthoria parietina (L.) Th. Fr.) – gatunek grzybów z rodziny złotorostowatych (Teloschistaceae). Ze względu na symbiozę z glonami zaliczany jest do porostów

## Systematyka i nazewnictwo
Pozycja w klasyfikacji według Index Fungorum: Xanthoria, Teloschistaceae, Teloschistales, Lecanoromycetidae, Lecanoromycetes, Pezizomycotina, Ascomycota, Fungi.
Po raz pierwszy gatunek ten zdiagnozowany został w 1753 przez Karola Linneusza jako Lichen parietinus (porost ścienny). Do rodzaju Xanthoria został przeniesiony w 1860 r.
Niektóre synonimy nazwy naukowej:

- Blasteniospora parietina (L.) Trevis. 1853
- Geissodea parietina (L.) J. St.-Hil. 1805
- Imbricaria parietina (L.) DC. 1805
- Lichen parietinus L. 1753
- Lobaria parietina (L.) Hoffm. 1796
- Parmelia parietina (L.) Ach. 1803
- Physcia ectanea (Ach.) Linds. 1869
- Physcia parietina (L.) De Not. 1847
- Platysma parietinum (L.) Frege 1812
- Teloschistes parietinus (L.) Norman 1853
- Xanthoria ectanea (Ach.) Räsänen ex Filson 1969

Nazwa polska według Krytycznej listy porostów i grzybów naporostowych Polski.

## Morfologia
Plecha
Tworzy listkowatą, rozetkowatą lub nieregularną plechę z glonami protokokkoidalnymi. Rozpoznano dwa gatunki tych glonów: Trebouxia arboricola i Trebouxia irregularis. Plecha osiąga szerokość 2–10, wyjątkowo do 20 cm i jej górna powierzchnia ma w miejscach dobrze oświetlonych intensywnie żółtą lub żółtopomarańczową barwę, w zacienionych jest żółtozielona lub szarozielona. Plecha jest głęboko wcinana, jej odcinki są gładkie lub pomarszczone i mają szerokość do 5 mm. Ściśle przylega do podłoża, wznoszą się tylko jej brzegi. Brzegi plechy są poszerzone i zaokrąglone, stykają się z sobą lub zachodzą na siebie. Dolna powierzchnia plechy jest pomarszczona lub żyłkowana i biaława, żółtawe są tylko jej brzegi. Chwytników brak.
Rozmnażanie
Nie wytwarza ani urwistków, ani izydiów, rozmnaża się wyłącznie przez zarodniki. Rozmnaża się głównie płciowo; na plesze prawie zawsze występują siedzące lub na krótkich trzoneczkach apotecja lekanorowe. Mają średnicę 1–6 mm i ciemniejsze od plechy tarczki o barwie od żółtopomarańczowej do brunatnopomarańczowej. Brzeżek tarczek jest w kolorze plechy, gładki lub karbowany. Pyknidia występują rzadko, są zanurzone w plesze i zazwyczaj nieco od niej ciemniejsze.
Budowa mikroskopowa;
Hymenium bezbarwne, o grubości 50-80 um. Hypotecjum bezbarwne lub bladobrązowe, o grubości 15–50 um. Wstawki (parafizy) proste lub rozgałęzione, cylindryczne. Zarodników powstaje po 8 w każdym worku, są dwukomórkowe, elipsoidalne, dwubiegunowe i mają rozmiar 12–16 × 5–9 μm. Posiadają przegrodę o grubości 3–8 μm. Pykniospory elipsoidalne, o rozmiarach 2,5–4 × 1–1,5 μm.
Reakcje barwne
Plecha K + purpurowa.
Gatunki podobne
Najbardziej podobny jest występujący w takich samych siedliskach złotorost wieloowocnikowy (Xanthoria polycarpa). Ma jednak mniejszą i bardziej poduszeczkowatą plechę, oraz większe i bardziej liczne (w stosunku do wielkości plechy) owocniki. Na skałach rośnie złotorost pyszny (Xanthoria elegans), który również nie wytwarza urwistków. Ma jednak węższe, bardziej wypukłe odcinki plechy, ponadto ściśle przylegające do podłoża, trudne do oderwania.

## Występowanie i siedlisko
Gatunek szeroko rozprzestrzeniony; występuje na wszystkich kontynentach oprócz Antarktydy. W Polsce jest pospolity na terenie całego kraju.
Rośnie na korze i drewnie drzew i krzewów, zarówno liściastych, jak i iglastych (rzadziej), a także na skałach wapiennych, betonie i na słomianych dachach.
Swoje szerokie rozprzestrzenienie złotorost ścienny zawdzięcza dużej odporności na zanieczyszczenia. Jest w dużym stopniu odporny również na metale ciężkie, z tego też powodu znalazł zastosowanie w biomonitoringu. Na skali porostowej znajduje się w 3 grupie porostów mogących rosnąć w powietrzu silnie zanieczyszczonym.
Jest gatunkiem azotolubnym, z tego też powodu często występuje na obszarach zaludnionych i rolniczych, o dużym stopniu eutrofizacji. Za przyczynę powrotu tego gatunku w XX wieku do lokalnej flory porostów w prowincji Ontario w południowej Kanadzie uważa się właśnie odkładanie się w glebie azotanów wskutek rozwoju przemysłu i rolnictwa.
Czasami na plesze złotorostu ściennego można zobaczyć różowe grudki. Są to sporodochia pasożytującego na nim grzyba Illosporiopsis christiansenii. Na tarczkach złotorostu ściennego czasami występuje także złotorostnica obrostowa (Xanthoriicola physciae).

## Biochemia
Większość porostów wytwarza grupę związków chemicznych zwanych kwasami porostowymi. Złotorost ścienny wytwarza parietynę, pochodną antrachinonu. Jej pomarańczowe kryształki znajdują się w górnej korze plechy. W wytwarzaniu tego związku bierze udział promieniowanie UV oraz enzymy z grupy fotosyntetaz wytwarzane przez znajdujące się w nim glony z rodzaju Trebouxia. Parietyna wykazuje silną fluorescencję pod wpływem światła UV, jest także wskaźnikiem kwasowo-zasadowym ujawniającym swoją barwą odczyn środowiska. Złotorost ścienny w mniejszych ilościach wytwarza też fallacinol, fallacinal, emodyny i kwas parietynowy.
Wodny ekstrakt X. parietina wykazuje dobrą aktywność przeciwwirusową in vitro. Hamuje replikację ludzkiego wirusa paragrypy typu 2.